# Pusztaszer
Pusztaszer là một thị trấn thuộc hạt Csongrád, Hungary. Thị trấn này có diện tích 48,93 km², dân số năm 2010 là 1484 người, mật độ 30 người/km².